# Phthonoloba altissima
Phthonoloba altissima är en fjärilsart som beskrevs av Holloway 1976. Phthonoloba altissima ingår i släktet Phthonoloba och familjen mätare. Inga underarter finns listade i Catalogue of Life.